# Eros Pagni
Pour les articles homonymes, voir Pagni.
Eros Pagni, né le 28 août 1939 à La Spezia, est un acteur italien.

## Filmographie partielle
- 1973 : Film d'amour et d'anarchie de Lina Wertmüller
- 1974 : Vers un destin insolite sur les flots bleus de l'été de Lina Wertmüller
- 1975 : Les Frissons de l'angoisse de Dario Argento
- 1976 : La Grande Bagarre de Pasquale Festa Campanile
- 1977 : Les Nouveaux Monstres de Mario Monicelli, Dino Risi et Ettore Scola
- 1979 : Il malato immaginario de Tonino Cervi
- 1982 : Le Pont de Enzo Barboni
- 1983 : Flirt de Roberto Russo
- 1991 : Il senso della vertigine de Paolo Bologna
- 1992 : Persone perbene de Francesco Laudadio
- 1993 : Arriva la bufera de Daniele Luchetti
- 1998 : Le Dîner d'Ettore Scola
- 2004 : L'amore ritorna de Sergio Rubini
- 2017 : Maltese